# Spoorlijn 207
Spoorlijn 207 is een Belgische industrielijn van de aftakking Albertkanaal aan lijn 15 bij Herentals die langs het Albertkanaal tot aan de containerterminal WCT in Meerhout-Gestel loopt. De spoorlijn is 22,7 km lang.
In 2012 en 2013 werd een rechtstreekse verbinding vanaf lijn 15 naar lijn 207 aangelegd, die lijn 29 kruist. In juli 2013 waren beide toegangen naar lijn 207 operationeel. Einde 2016 werd de toegang vanaf lijn 29 opgebroken.

## Aansluitingen
In de volgende plaats is of was er een aansluiting op de volgende spoorlijnen:
Y Albertkanaal
Spoorlijn 15 tussen Y Drabstraat en Y Zonhoven
Spoorlijn 29 tussen Y Noord Aarschot en Tilburg